# Stará radnice (Poděbrady)
Stará radnice v Poděbradech je původně renesanční měšťanský dům ze 16. století, který byl v 18. století upraven na radnici. Jako radnice sloužil v letech 1775–1930. Od roku 1945 je sídlem městské knihovny. Nachází se v centru města na Jiřího náměstí. Budova je od roku 1987 chráněna jako kulturní památka.

## Historie

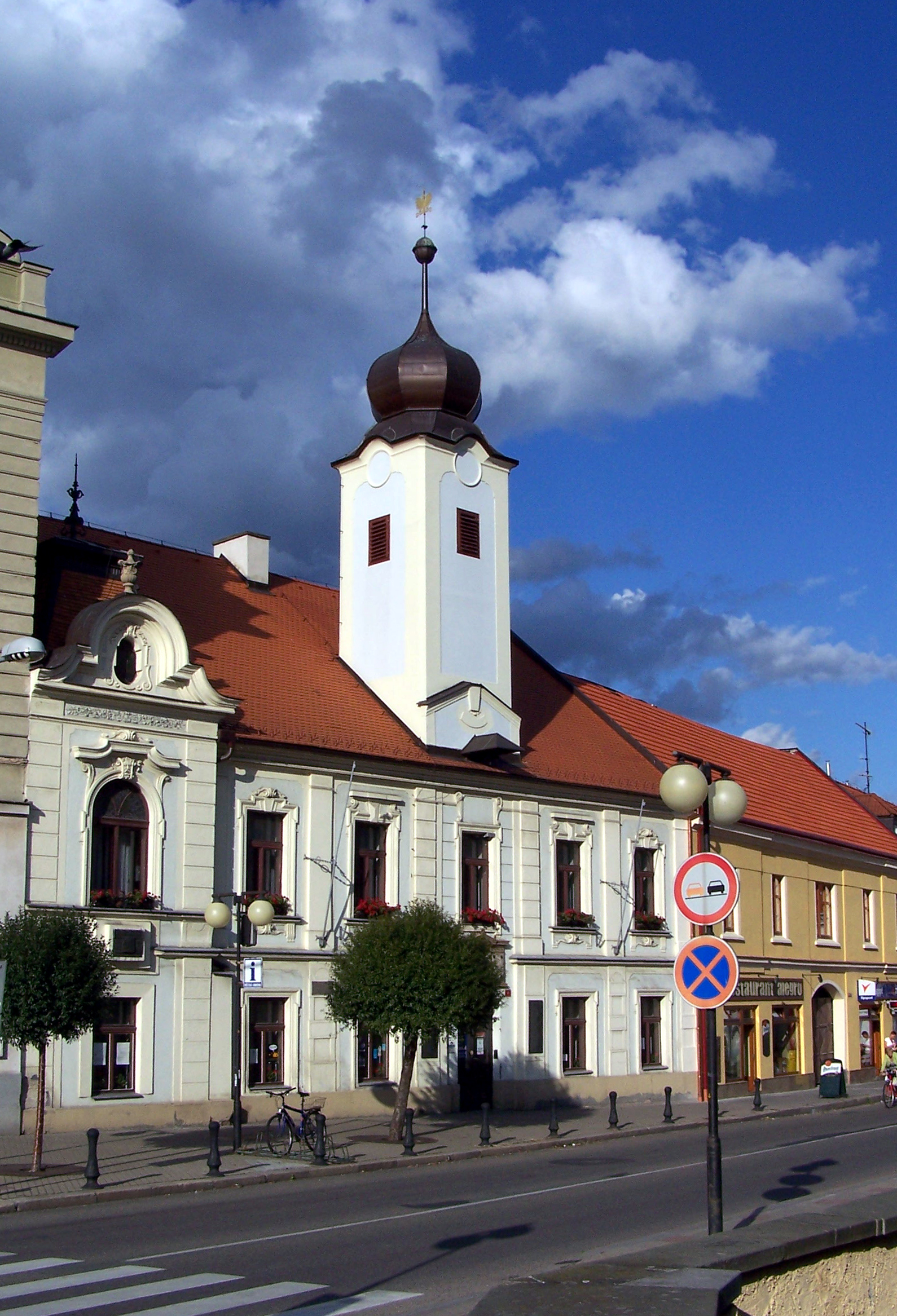
Stará radnice před poslední rekonstrukcí

Poděbradská stará radnice vznikla přestavbou renesančního měšťanského domu ze 16. století. Z této původní stavby se dochoval průjezd s valenou klenbou s lunetami a ostatní klenuté prostory v přízemí (hluboké částečně zatopené sklepy jsou ještě starší). Město dům koupilo roku 1775 od vdovy po zámeckém purkrabím Holfeldovi. Nechalo jej přitom upravit v pozdně barokním slohu. Úpravy prováděl zednický mistr Matěj Kalous.
Roku 1792 se v domě narodil literát František Turinský. Roku 1814 byla budova doplněna o věž s cibulovou střechou a hodinami. Roku 1882 byla nad vchodem umístěna pamětní deska Františka Turinského od sochaře Bohuslava Schnircha. Roku 1910 byla budova ve své levé části výrazně rozšířena o patrovou přístavbu se zasedací síní. Byla tak zastavěna proluka mezi budovami radnice a Záložny. Roku 1915 byla v průčelí odhalena pamětní deska připomínající Jana Husa. Roku 1928 byly po stranách vchodu umístěny dvě pamětní desky se jmény 101 poděbradských občanů, kteří padli v bojích první světové války. Roku 1930 byla radnice přemístěna do bývalého Okresního domu (tzv. Nová radnice).
Roku 1945 se stará radnice stala sídlem místní knihovny. Roku 1956 byla budova výrazně upravena pro knihovnické využití.
V letech 2015–2016 proběhla rekonstrukce knihovny s celkovými náklady 28,3 milionu korun. Mimo jiné byla půda ve druhém patře přeměněna v dětské oddělení, ve dvoře vznikla venkovní čítárna a zpřístupněny byly též renesanční sklepy.

## Galerie

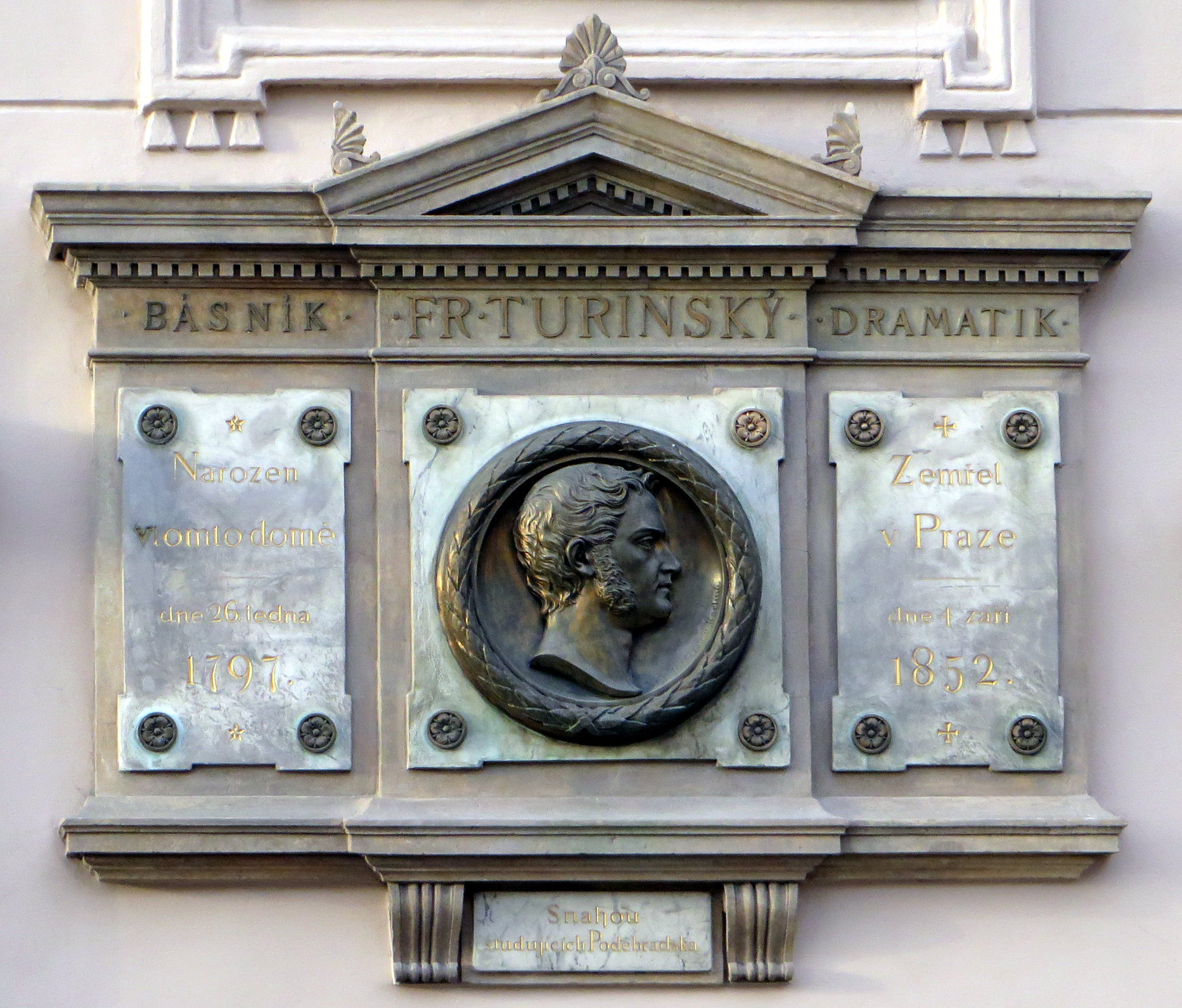
Pamětní deska Františka Turinského
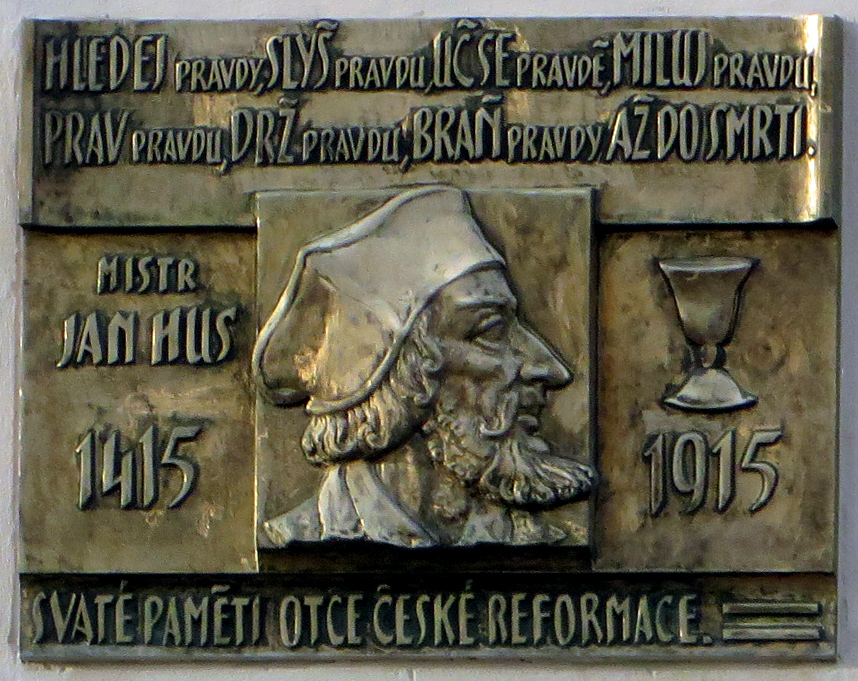
Pamětní deska Jana Husa
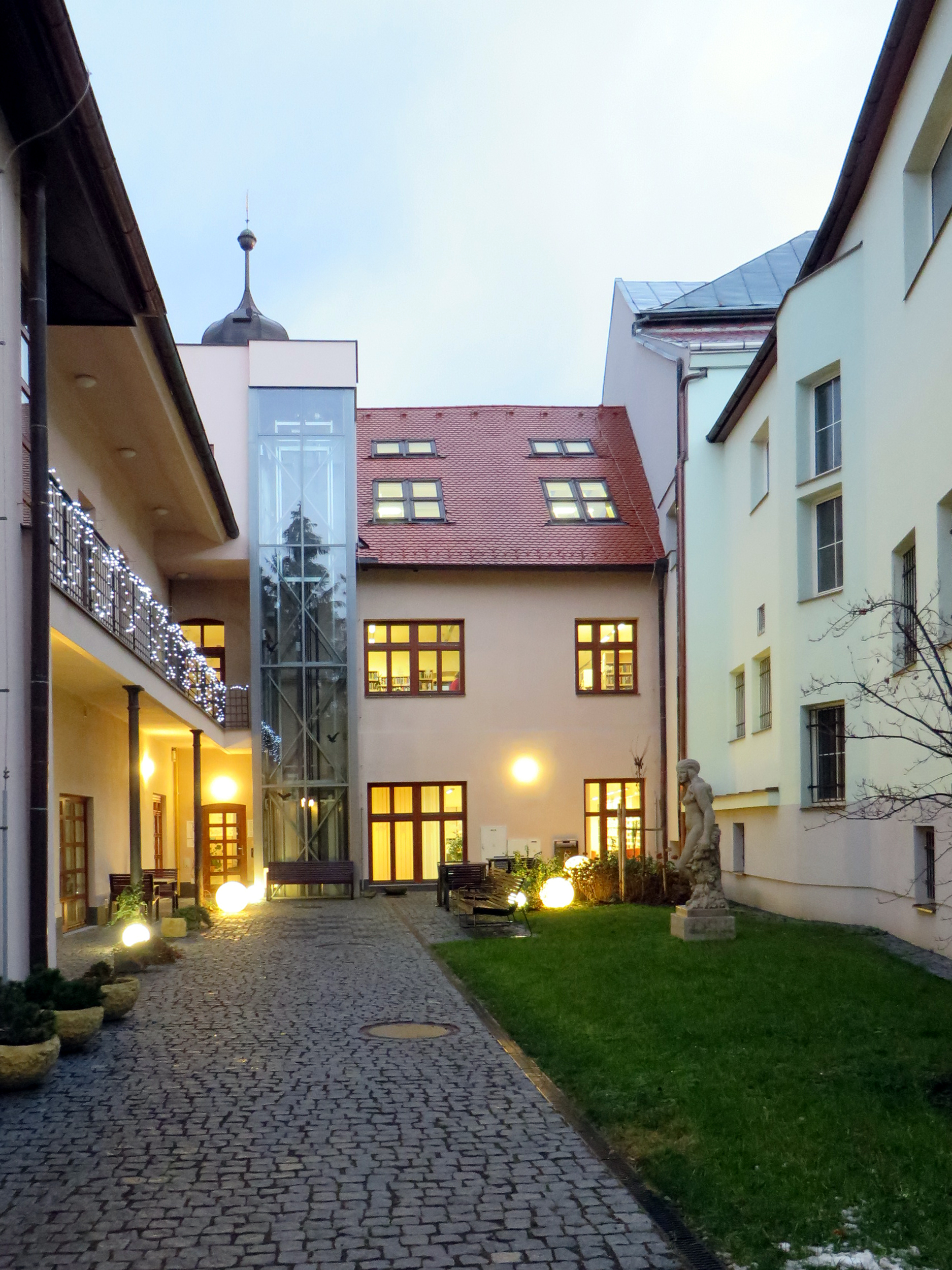
Venkovní čítárna